# Ixorida celebensis
Ixorida celebensis är en skalbaggsart som beskrevs av Wallace 1868. Ixorida celebensis ingår i släktet Ixorida och familjen Cetoniidae.

## Underarter
Arten delas in i följande underarter:
- I. c. toradja
- I. c. nigripilosa